# Ecuador op de Olympische Zomerspelen 2012
Ecuador nam deel aan de Olympische Zomerspelen 2012 in Londen, Verenigd Koninkrijk.

## Deelnemers en resultaten
(m) = mannen, (v) = vrouwen

### Atletiek

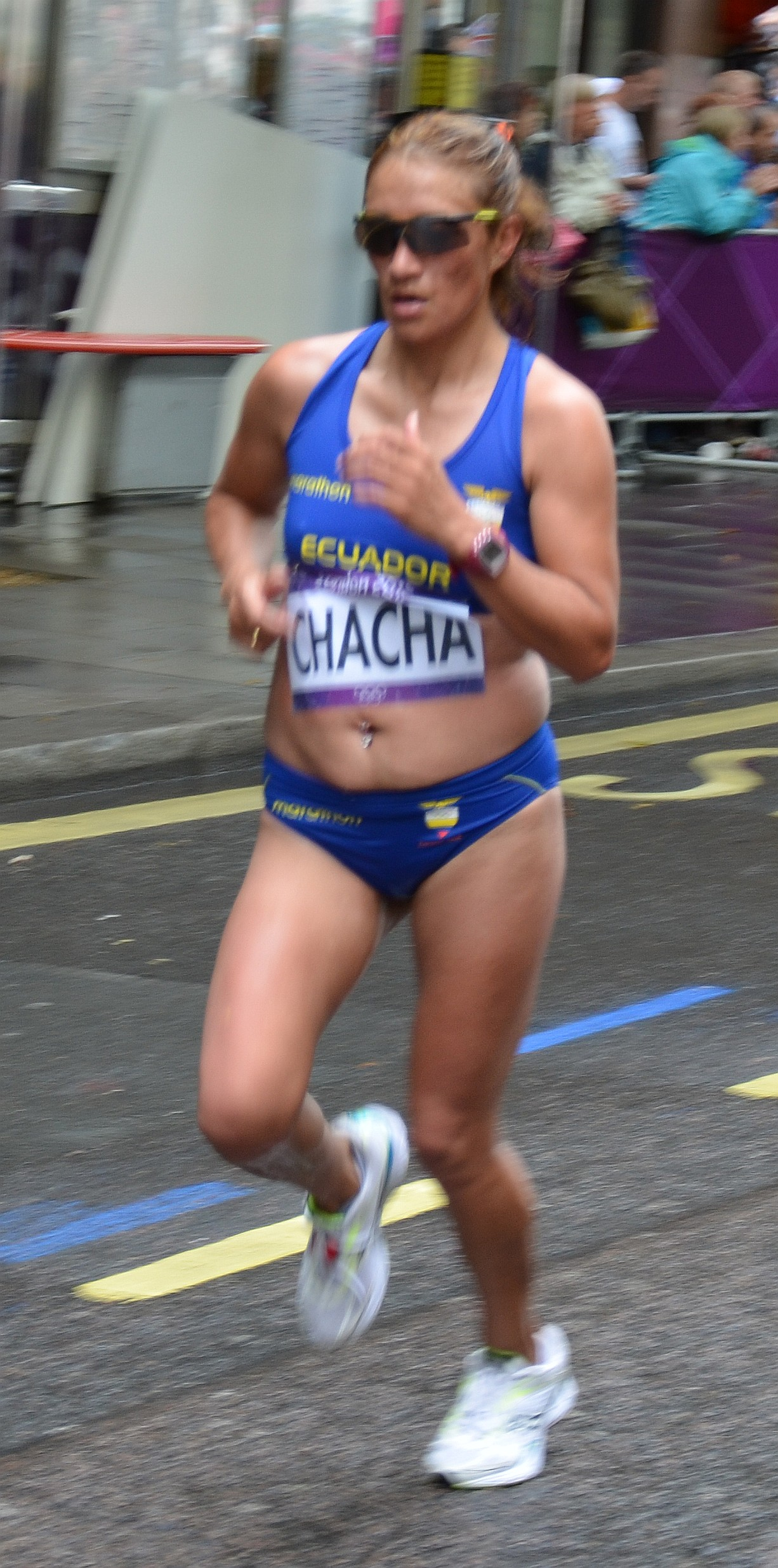
Rosa Chacha in de olympische marathon

| Olympiër         | Onderdeel              | Resultaat | Prestatie                                                                     |
| ---------------- | ---------------------- | --------- | ----------------------------------------------------------------------------- |
| Alex Quiñónez    | 200m (m)               | 7e        | serie 6: 1ste in 20,28 (NR) halve finale 2: 3de in 20,37 finale: 7de in 20,57 |
| Byron Piedra     | 1000 m (m)             | DNF       | niet gefinisht                                                                |
| Miguel Almachi   | marathon (m)           | 50e       | 2:19.53                                                                       |
| Mauricio Arteaga | 20 km snelwandelen (m) | 44e       | 1:25.51                                                                       |
| Andrés Chocho    | 50 km snelwandelen     | dsq       | gediskwalificeerd                                                             |
| Xavier Moreno    | 50 km snelwandelen     | 47e       | 4:09.23                                                                       |
| Adrian Sornoza   | hink-stap-springen (m) | 25e       | kwalificatie groep A: 12de met 16,04 m                                        |
| Diego Ferrín     | hoogspringen (m)       | 21e       | kwalificatie groep B: 12de met 2,21 m                                         |
|                  |                        |           |                                                                               |
| Ericka Chávez    | 200m (v)               | 42e       | serie 5: 7de in 23,70                                                         |
| Lucy Jaramillo   | 400m horden (v)        | 33e       | serie 3: 7de in 57,74                                                         |
| Rosa Chacha      | marathon (v)           | 83e       | 2:40.57                                                                       |
| Yadira Guamán    | 20km snelwandelen (v)  | 40e       | 1:34.47                                                                       |
| Paola Pérez      | 20km snelwandelen (v)  | 51e       | 1:37.05                                                                       |

### Boksen
| Olympiër       | Onderdeel | Resultaat | Prestatie                                                                       |
| -------------- | --------- | --------- | ------------------------------------------------------------------------------- |
| Carlos Quipo   | -49kg (m) | 9e        | 1ste ronde: W van ESP de la Nieve: 14-11 2de ronde: V van THA Pongprayoon: 6-10 |
| Anderson Rojas | -64kg (m) | 17e       | 1ste ronde: V van UZB Rahmonov: 10-16                                           |
| Carlos Sánchez | -69kg (m) | 17e       | 1ste ronde: V van IRL Nolan: 8-14                                               |
| Marlo Delgado  | -75kg (m) | 17e       | 1ste ronde: V van SRB Drenovak: 12-13                                           |
| Carlos Góngora | -81kg (m) | 9e        | 1ste ronde: W van AZE Huseynli: 9-8 2de ronde: V van KAZ Niyazymnbetov: 5-13    |
| Julio Castillo | -91kg (m) | 9e        | 1ste ronde: V van BLR Karneyeu: 12-21                                           |
| Ítalo Perea    | -91kg (m) | 9e        | 1ste ronde: V van ITA Cammarelle: 10-18                                         |

### Gewichtheffen
| Olympiër          | Onderdeel  | Resultaat | Prestatie                                                   |
| ----------------- | ---------- | --------- | ----------------------------------------------------------- |
| David Arroyo      | -105kg (m) | 8e        | trekken: 3de met 185kg stoten: 11de met 200kg totaal: 385kg |
|                   |            |           |                                                             |
| Alexandra Escobar | -58kg (v)  | 9e        | trekken: 4de met 103kg stoten: 10de met 123kg totaal: 226kg |
| Rosa Tenorio      | -69kg (v)  | 11e       | trekken: 12de met 95kg stoten: 11de met 115kg totaal: 205kg |
| Seledina Nieves   | +75kg (v)  | 8e        | trekken: 8ste met 117kg stoten: 9de met 138kg totaal: 255kg |

### Judo
| Olympiër         | Onderdeel | Resultaat | Prestatie                                           |
| ---------------- | --------- | --------- | --------------------------------------------------- |
| Estefanía García | -63kg (v) | 9e        | 1ste ronde: vrij 2de ronde: V van SLO Zolnir: ippon |

### Kanovaren
| Olympiër        | Onderdeel    | Resultaat | Prestatie                                                                    |
| --------------- | ------------ | --------- | ---------------------------------------------------------------------------- |
| César de Cesare | K-1 200m (m) | 12e       | serie 1: 5de in 36,181 halve finale 1: 4de in 36,975 finale B: 4de in 38,075 |

### Paardensport
| Olympiër                                 | Onderdeel   | Resultaat | Prestatie |
| Eventing                                 | Eventing    | Eventing  | Eventing |
| ---------------------------------------- | ----------- | --------- | --- |
| Ronald Zabala-Goetschel op "Master Rose" | individueel | 43e       | dressuur: 46ste met 53,30 strafpunten cross-country: 48ste met 36 strafpunten springconcours: 43ste met 7 strafpunten totaal: 96,30 strafpunten |

### Schietsport
| Olympiër      | Onderdeel            | Resultaat | Prestatie                                        |
| ------------- | -------------------- | --------- | ------------------------------------------------ |
| Sofía Padilla | 10m luchtpistool (v) | 53e       | kwalificatie: 53ste met 386 punten (93-98-98-97) |

### Triatlon
| Olympiër        | Onderdeel | Resultaat | Prestatie |
| --------------- | --------- | --------- | --------- |
| Elizabeth Bravo | vrouwen   | 49e       | 2:10.00   |

### Wielersport
| Olympiër     | Onderdeel        | Resultaat | Prestatie                                                         |
| BMX          | BMX              | BMX       | BMX                                                               |
| ------------ | ---------------- | --------- | ----------------------------------------------------------------- |
| Emilio Falla | mannen           | 21e       | plaatsingsronde: 24ste in 39,737 kwartfinale 1: 6de met 23 punten |
| Weg          |                  |           |                                                                   |
| Byron Guama  | wegwedstrijd (m) | -         | buiten tijd                                                       |

### Worstelen
| Olympiër       | Onderdeel   | Resultaat   | Prestatie                                                                                    |
| Vrije stijl    | Vrije stijl | Vrije stijl | Vrije stijl                                                                                  |
| -------------- | ----------- | ----------- | -------------------------------------------------------------------------------------------- |
| Lissette Antes | -55kg (v)   | 9e          | kwalificatie: vrij 1ste ronde: W van GBR Butkevych: 3-1 kwartfinale: V van COL Renteria: 1-3 |
| Grieks-Romeins |             |             |                                                                                              |
| Vicente Huacon | -66kg (m)   | 12e         | kwalificatie: vrij 1ste ronde: V van EGY El Gharably: 1-3                                    |

### Zwemmen
| Olympiër         | Onderdeel           | Resultaat | Prestatie                    |
| ---------------- | ------------------- | --------- | ---------------------------- |
| Esteban Enderica | 400m wisselslag (m) | 30e       | serie 2: 6de in 4.24,32 (NR) |
| Ivan Enderica    | 10km open water (m) | 21e       | 1:52.28,6                    |
|                  |                     |           |                              |
| Samantha Arevalo | 800m vrije slag (v) | 29e       | serie 1: 1ste in 8.49,21     |

Afghanistan · Albanië · Algerije · Amerikaanse Maagdeneilanden · Amerikaans-Samoa · Andorra · Angola · Antigua en Barbuda · Argentinië · Armenië · Aruba · Australië · Azerbeidzjan · Bahama's · Bahrein · Bangladesh · Barbados · België · Belize · Benin · Bermuda · Bhutan · Bolivia · Bosnië en Herzegovina · Botswana · Brazilië · Britse Maagdeneilanden · Brunei · Bulgarije · Burkina Faso · Burundi · Cambodja · Canada · Centraal-Afrikaanse Republiek · Chili · China · Chinees Taipei · Colombia · Comoren · Congo-Brazzaville · Congo-Kinshasa · Cookeilanden · Costa Rica · Cuba · Cyprus · Denemarken · Djibouti · Dominica · Dominicaanse Republiek · Duitsland · Ecuador · Egypte · El Salvador · Equatoriaal-Guinea · Eritrea · Estland · Ethiopië · Fiji · Filipijnen · Finland · Frankrijk · Gabon · Gambia · Georgië · Ghana · Grenada · Griekenland · Groot-Brittannië · Guam · Guatemala · Guinee · Guinee‑Bissau · Guyana · Haïti · Honduras · Hongarije · Hongkong · Ierland · IJsland · India · Indonesië · Irak · Iran · Israël · Italië · Ivoorkust · Jamaica · Japan · Jemen · Jordanië · Kaaimaneilanden · Kaapverdië · Kameroen · Kazachstan · Kenia · Kirgizië · Kiribati · Koeweit · Kroatië · Laos · Lesotho · Letland · Libanon · Liberia · Libië · Liechtenstein · Litouwen · Luxemburg · Macedonië · Madagaskar · Malawi · Maldiven · Maleisië · Mali · Malta · Marshalleilanden · Marokko · Mauritanië · Mauritius · Mexico · Micronesië · Moldavië · Monaco · Mongolië · Montenegro · Mozambique · Myanmar · Namibië · Nauru · Nederland · Nepal · Nicaragua · Nieuw-Zeeland · Niger · Nigeria · Noord-Korea · Noorwegen · Oeganda · Oekraïne · Oezbekistan · Oman · Oostenrijk · Oost-Timor · Pakistan · Palau · Palestina · Panama · Papoea-Nieuw-Guinea · Paraguay · Peru · Polen · Portugal · Puerto Rico · Qatar · Roemenië · Rusland · Rwanda · Saint Kitts en Nevis · Saint Lucia · Saint Vincent en Grenadines · Salomonseilanden · Samoa · San Marino · Sao Tomé en Principe · Saoedi-Arabië · Senegal · Servië · Seychellen · Sierra Leone · Singapore · Slovenië · Slowakije · Soedan · Somalië · Spanje · Sri Lanka · Suriname · Swaziland · Syrië · Tadzjikistan · Tanzania · Thailand · Togo · Tonga · Trinidad en Tobago · Tsjaad · Tsjechië · Tunesië · Turkije · Turkmenistan · Tuvalu · Uruguay · Vanuatu · Venezuela · Verenigde Arabische Emiraten · Verenigde Staten · Vietnam · Wit-Rusland · Zambia · Zimbabwe · Zuid-Afrika · Zuid-Korea · Zweden · Zwitserland · Onafhankelijke atleten